# NGC 5056
NGC 5056 је спирална галаксија у сазвежђу Береникина коса која се налази на NGC листи објеката дубоког неба.
Деклинација објекта је + 30° 56' 58" а ректасцензија 13h 16m 12,4s. Привидна величина (магнитуда) објекта NGC 5056 износи 13,0 а фотографска магнитуда 13,7. Налази се на удаљености од 61,843 милиона парсека од Сунца. NGC 5056 је још познат и под ознакама UGC 8337, MCG 5-31-166, CGCG 160-173, KUG 1313+312, IRAS 13138+3112, PGC 46180.